# Bułgaria na Letnich Igrzyskach Olimpijskich 1896
Bułgaria na Letnich Igrzyskach Olimpijskich 1896 była reprezentowana przez szwajcarskiego gimnastyka mieszkającego w Sofii. Na igrzyska pojechała czteroosobowa grupa gimnastyków z klubu Junak – byli to Panajot Belew, Ilija Penczew, Dimityr Iliew oraz Charles Champaud, jednak tylko Champaud wystartował. Jego wyniki w 3 konkurencjach nie są znane.

## Wyniki
| Dyscyplina                  | Miejsce | Zawodnik         |
| --------------------------- | ------- | ---------------- |
| Ćwiczenia na poręczach      | –       | Charles Champaud |
| Skok przez konia            | –       | Charles Champaud |
| Ćwiczenia na koniu z łękami | –       | Charles Champaud |